# Scardon
Le Scardon, rivière des Hauts-de-France, dans le département de la Somme, est un affluent de la Somme en rive droite. Bien que d'une faible longueur, son cours, d'une remarquable stabilité dans le temps, présente un grand intérêt par les découvertes préhistoriques de Caours et le riche patrimoine de la ville de Saint-Riquier.

## Géographie

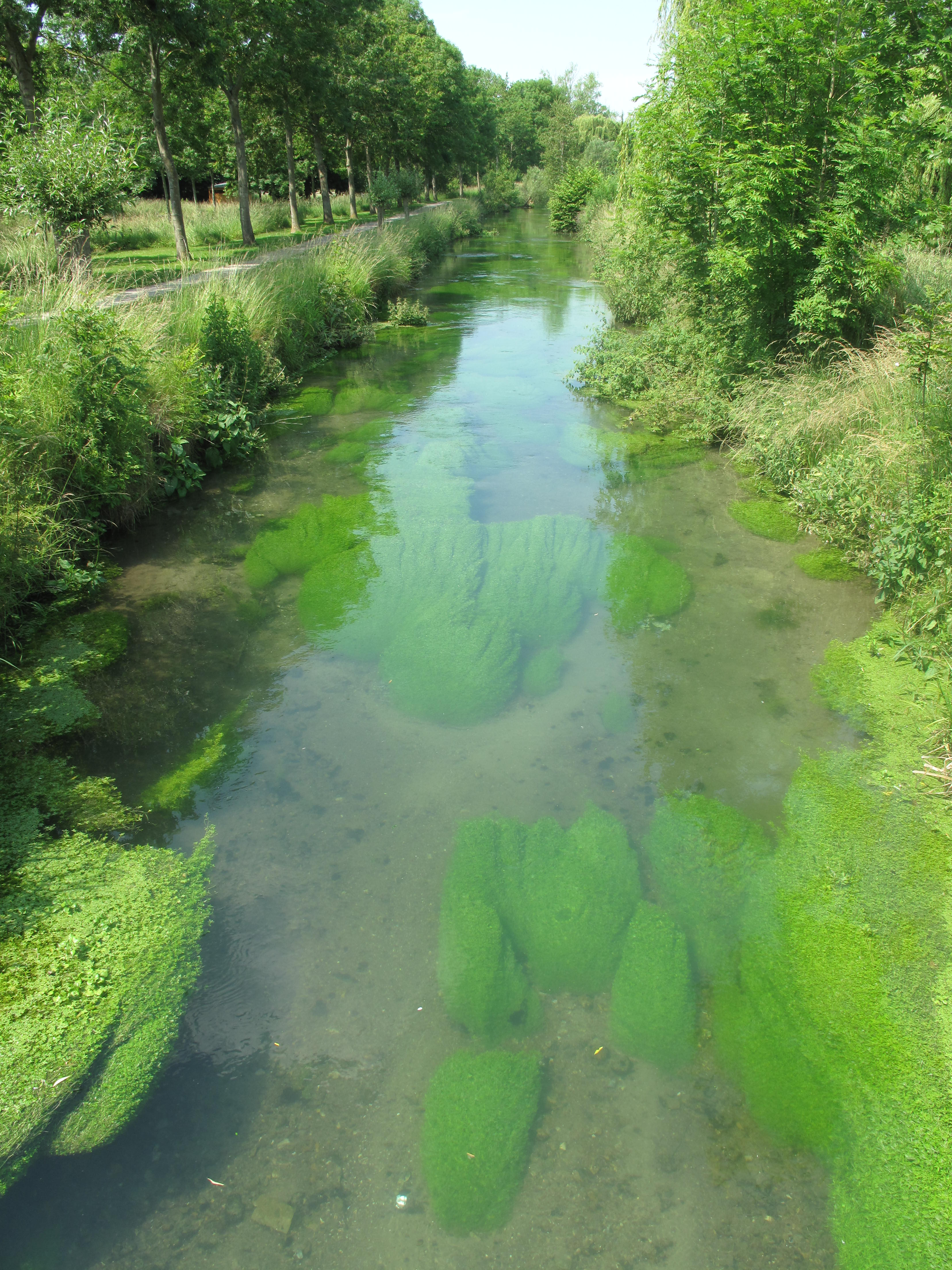
La Novion dans le parc de la Bouvaque.

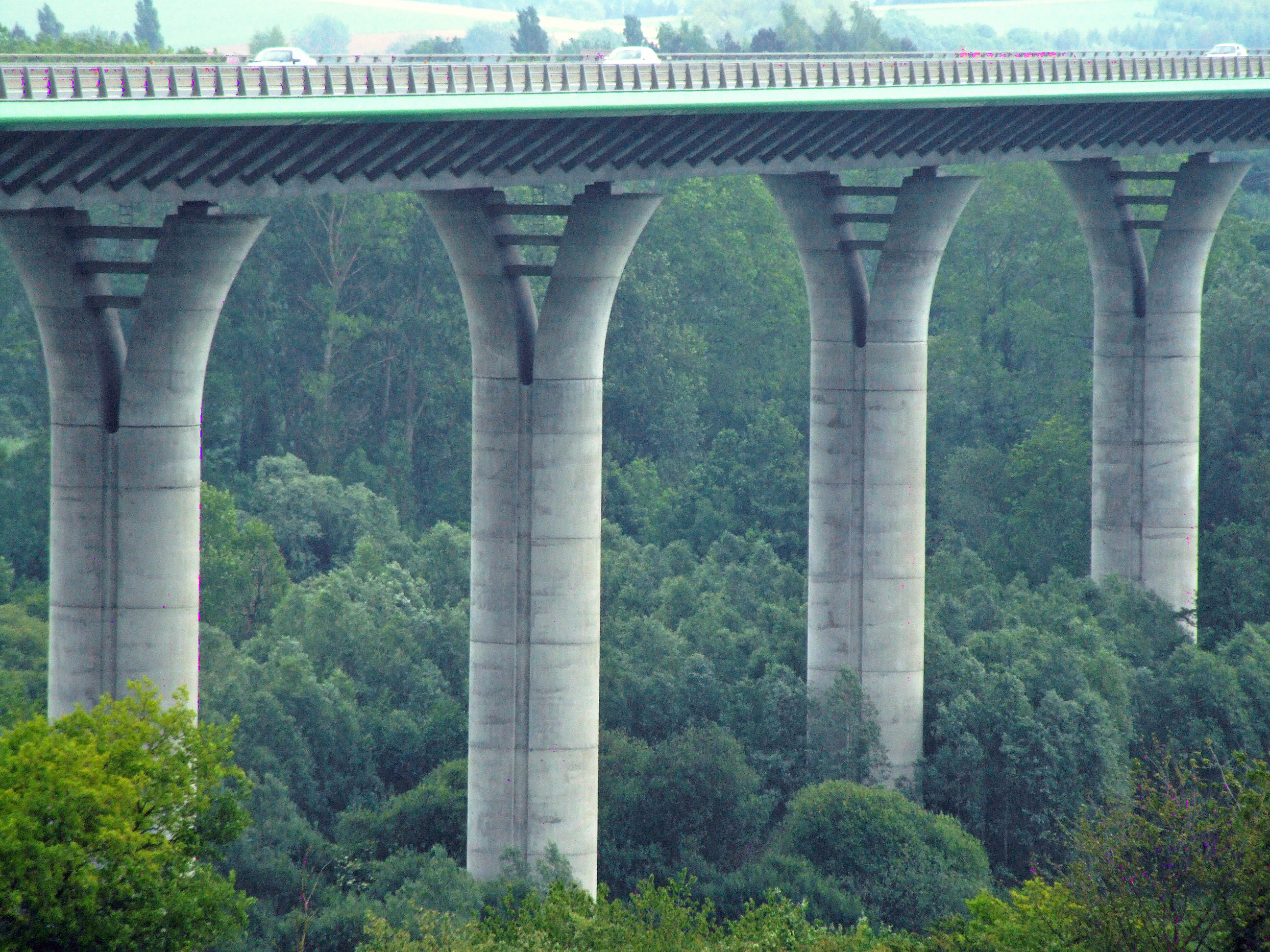
Viaduc du Scardon, près d'Abbeville, sur l'A16, pont poussé de 1997.

Le Scardon prend sa source à Drugy, hameau de Saint-Riquier,.
Il s'écoule donc de Saint-Riquier à Abbeville à travers le Ponthieu.
Son cours se limite à 12,4 kilomètres, mais sa vallée, orientée nord-est / sud-ouest, se poursuit en amont, sans écoulement apparent, sur une dizaine de kilomètres.

### Communes et cantons traversés
Dans le seul département de la Somme, le Scardon traverse six communes et trois cantons. Dans le sens amont vers aval, la rivière déroule son cours sur le territoire de Saint-Riquier (source), Millencourt-en-Ponthieu, Neufmoulin, Caours, Drucat et Abbeville.
Soit en termes de cantons, la rivière prend sa source dans le canton d'Ailly-le-Haut-Clocher, traverse le canton de Nouvion et conflue sur le canton d'Abbeville-Nord, le tout dans l'arrondissement d'Abbeville.

### Toponymes
La Drucat a donné son hydronyme à la commune de Drucat.

### Bassin versant
Le Scardon traverse une seule zone hydrographique « Canal Maritime d'Abbeville à Saint-Valery-sur-Somme de l'écluse 24 Abbeville à l'écluse numéro 25 Saint-Valery-sur-Somme » (E648).
Grâce à ces affluents, le bassin versant du Scardon s'étend sur 206 km2 et procure à la rivière un débit de 1,4 m3/s à l'exutoire dans le cadre d'un régime pluvial océanique. Ce dernier est marqué par une grande régularité en raison de la présence d'un puissant aquifère alimentant les différents cours d'eau de la région comme l'Authie, plus au nord.

### Organisme gestionnaire
L'organisme gestionnaire est l'AMEVA, le Syndicat d'aménagement et valorisation du bassin de la Somme et désormais EPTB depuis le 30 mai 2013.

## Affluents
La rivière reçoit deux petits affluents à Abbeville, tous les deux en rive droite :
- la Drucat (rd[note 3]), qui mesure 5,4 kilomètres de long, prend sa source à Drucat, traverse Caours et conflue à Abbeville, l'ensemble du cours étant inclus dans le canton d'Abbeville-Nord[5] ;

- la Novion (rd), dont le cours est de seulement 1,4 kilomètre de long, aussi défluent et prend son origine et conflue sur le territoire de la commune d'Abbeville[6]. La Novion traverse en particulier le Parc municipal de La Bouvaque[7].

### Rang de Strahler
Donc le rang de Strahler du Scardon est de deux.

## Hydrologie
Le Scardon dispose d'une station analysant la qualité des eaux de surface à Abbeville.
Son régime hydrologique est dit pluvial océanique.

## Aménagements et écologie
La vallée du Scardon peut atteindre 700 mètres dans sa plus grande largeur (ce qui peut paraître étonnant pour un cours d'eau de cette taille). Elle est franchie par l'imposant viaduc de l'autoroute A16, construit selon la technique du béton précontraint en 1997 et long de 1 022 mètres.

## Histoire

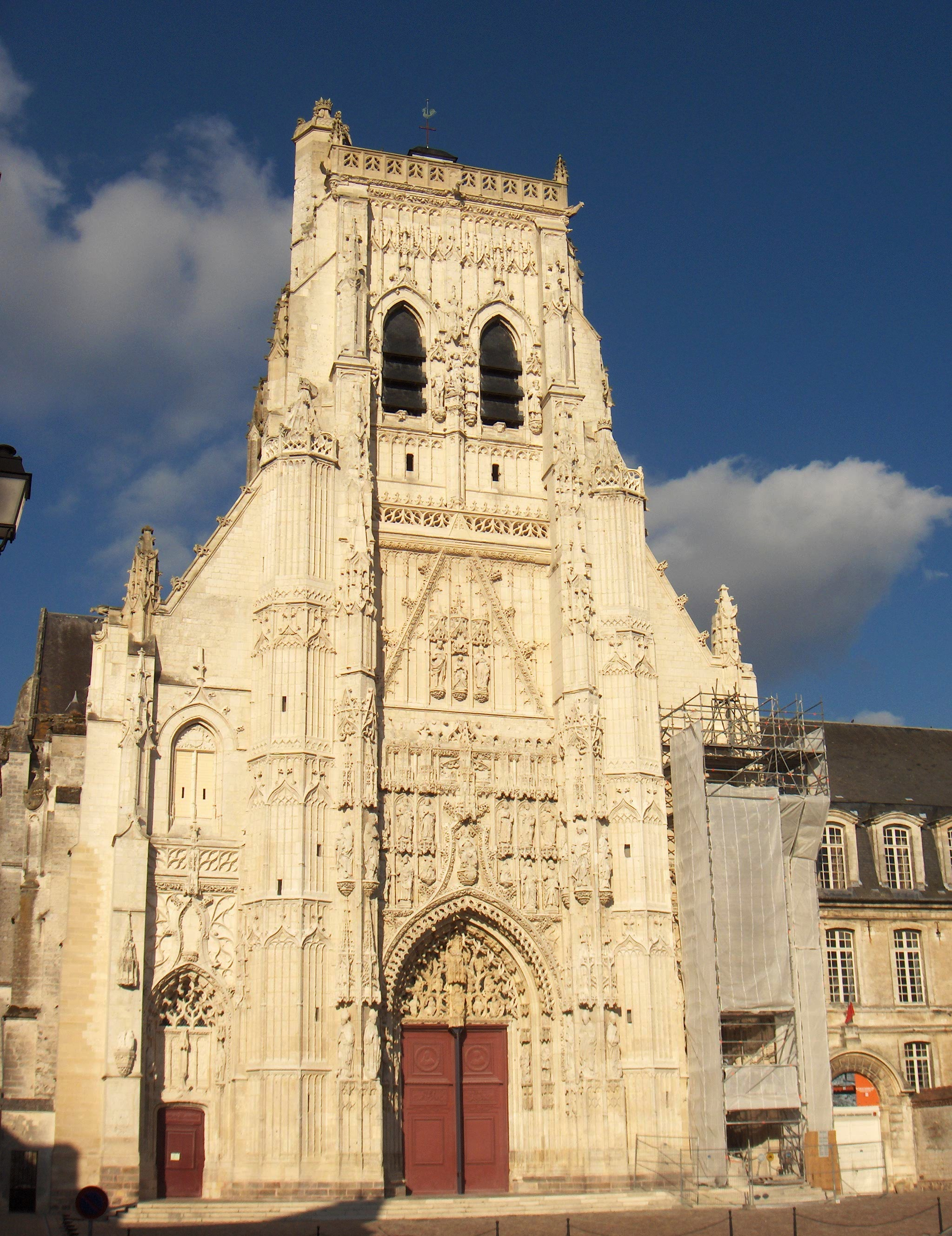
La façade de l'église abbatiale de Saint-Riquier.

Dans une région riche en vestiges préhistoriques, une découverte récente, réalisée à Caours dans la vallée du Scardon, pourrait permettre de mieux comprendre le destin de l'homme de Néandertal ou d'épaissir encore le mystère de sa disparition. La présence d'un site néandertalien de découpe d'animaux lors de la période de l'Éémien (130 000 à 115 000 ans avant notre ère) prouve, d'après les spécialistes, que Néandertal s'était parfaitement adapté au climat tempéré qui affectait la contrée à cette époque. Cela remet donc en cause la théorie selon laquelle la disparition de ce formidable chasseur aurait été directement liée à son impossibilité à supporter les changements climatiques brutaux qui régnaient alors (alternance de périodes glaciaires et de périodes de réchauffement).
Dans la partie supérieure de son cours, le Scardon traverse la commune de Saint-Riquier qui peut s'enorgueillir d'une riche histoire. Pagus gallo-romain, connu sous le nom de Centula, probablement capitale de la tribu des Oromensacii, la ville prit son nom actuel après la fondation au VIIe siècle d'une abbaye dédiée à Ricarius, riche personnage devenu ermite qui évangélisa une partie des populations encore païennes du nord de la France sous le règne de Dagobert Ier, roi des Francs de 629 à 639. L'établissement religieux connut sa plus brillante période sous la direction de l'abbé Angilbert, conseiller de Charlemagne, qui en fit un des grands centres d'études de la chrétienté. Malgré sa destruction par les Normands en 881, le rayonnement de l'abbaye persista jusqu'au début du XIIe siècle lorsque cette dernière fut incendiée, en 1131, par un seigneur local, le comte de Saint-Pol, Hugues III de Campdavaine. De nouveaux saccages, au XVe siècle et au XVIe siècle, la ruinèrent définitivement. L'église abbatiale, avec sa façade exubérante dominée par une haute tour carrée, demeure un des plus beaux édifices religieux de Picardie.
Saint-Riquier fut également une des premières communes de France car, dès 1126, Louis VI le Gros accorda à la cité une charte d'indépendance. Cette longue et brillante continuité historique lui a légué, en plus de l'église abbatiale, un patrimoine architectural exceptionnel pour une ville de cette taille : beffroi, ruines du château de Drugy, hôtels particuliers des XVIIe et XVIIIe siècles, hospice du XVIIIe siècle, curieuse maison d'habitation d'un grognard de la Grande armée dont la façade a adopté la forme d'un bicorne napoléonien.

## Galerie

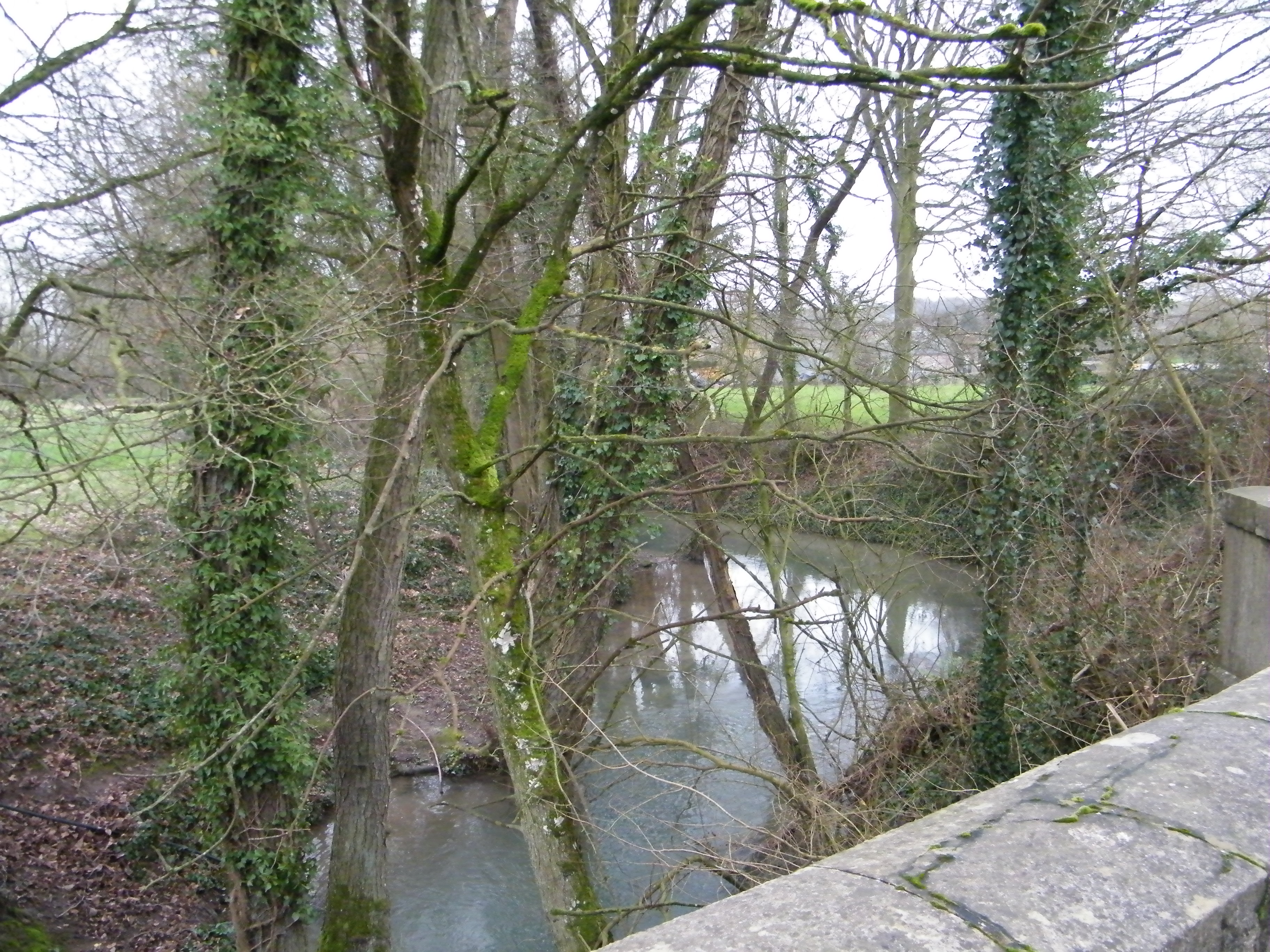
Le Scardon à Neufmoulin.
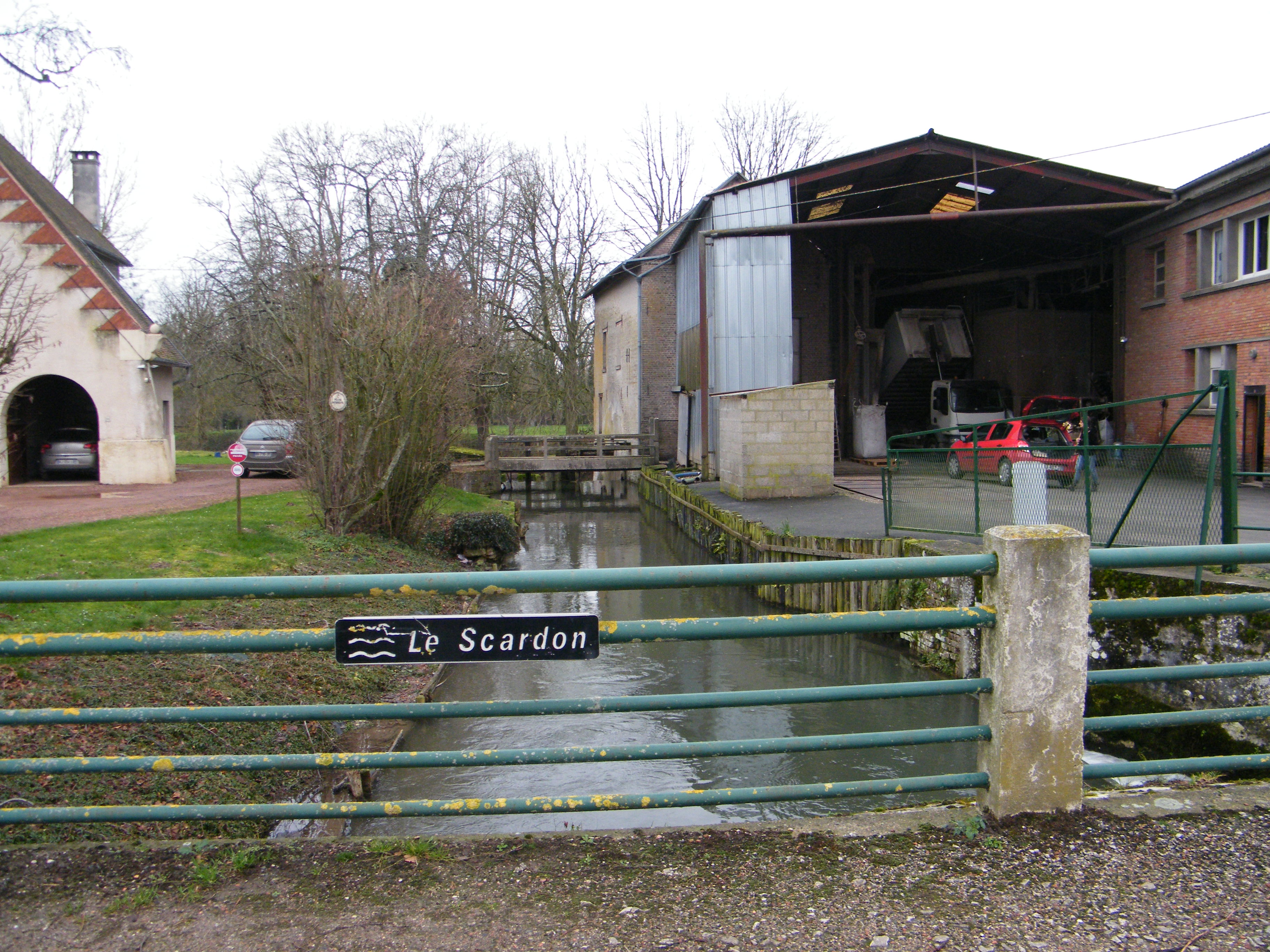
Le Scardon à Caours.
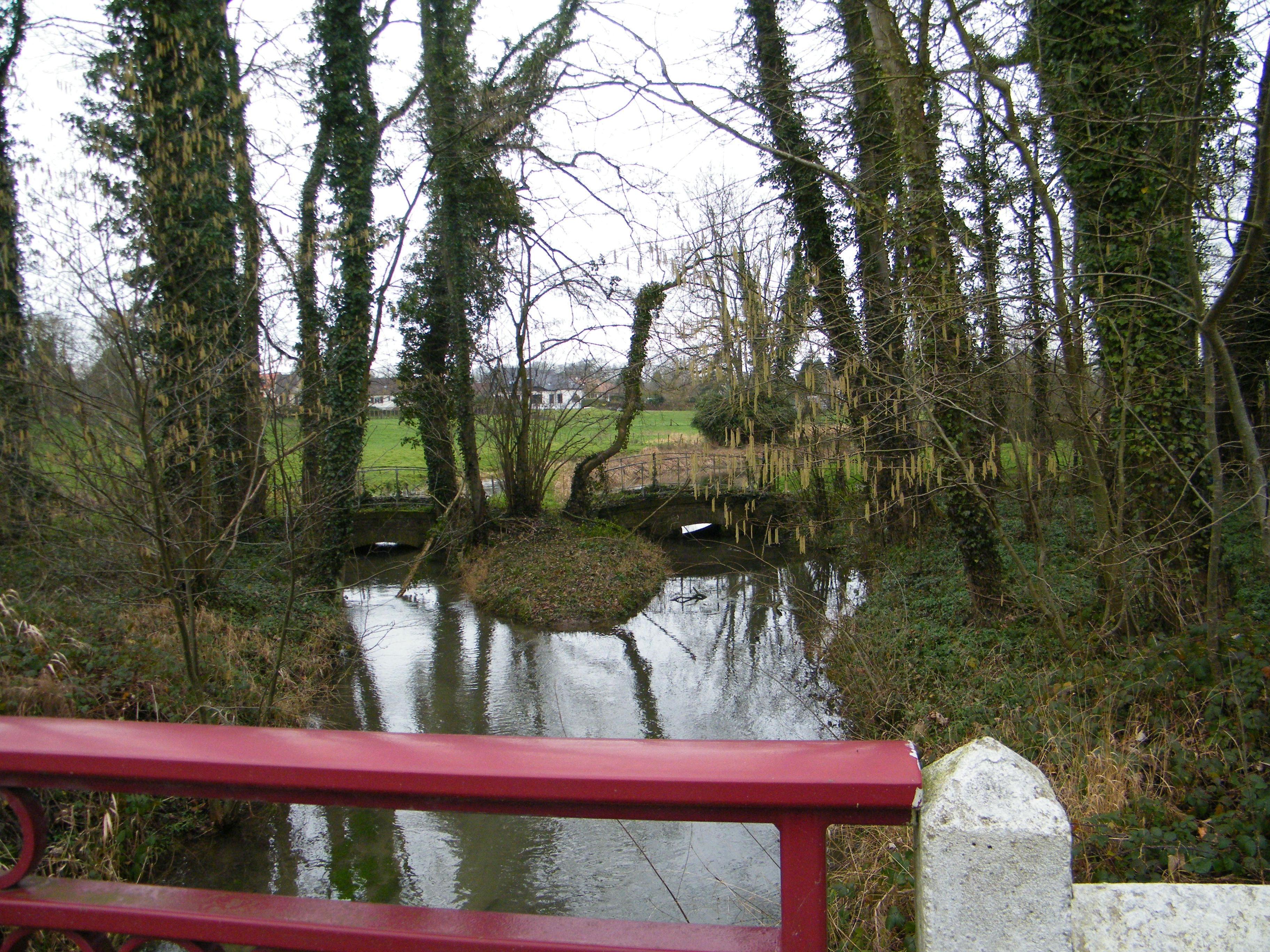
La Drucat à Drucat.
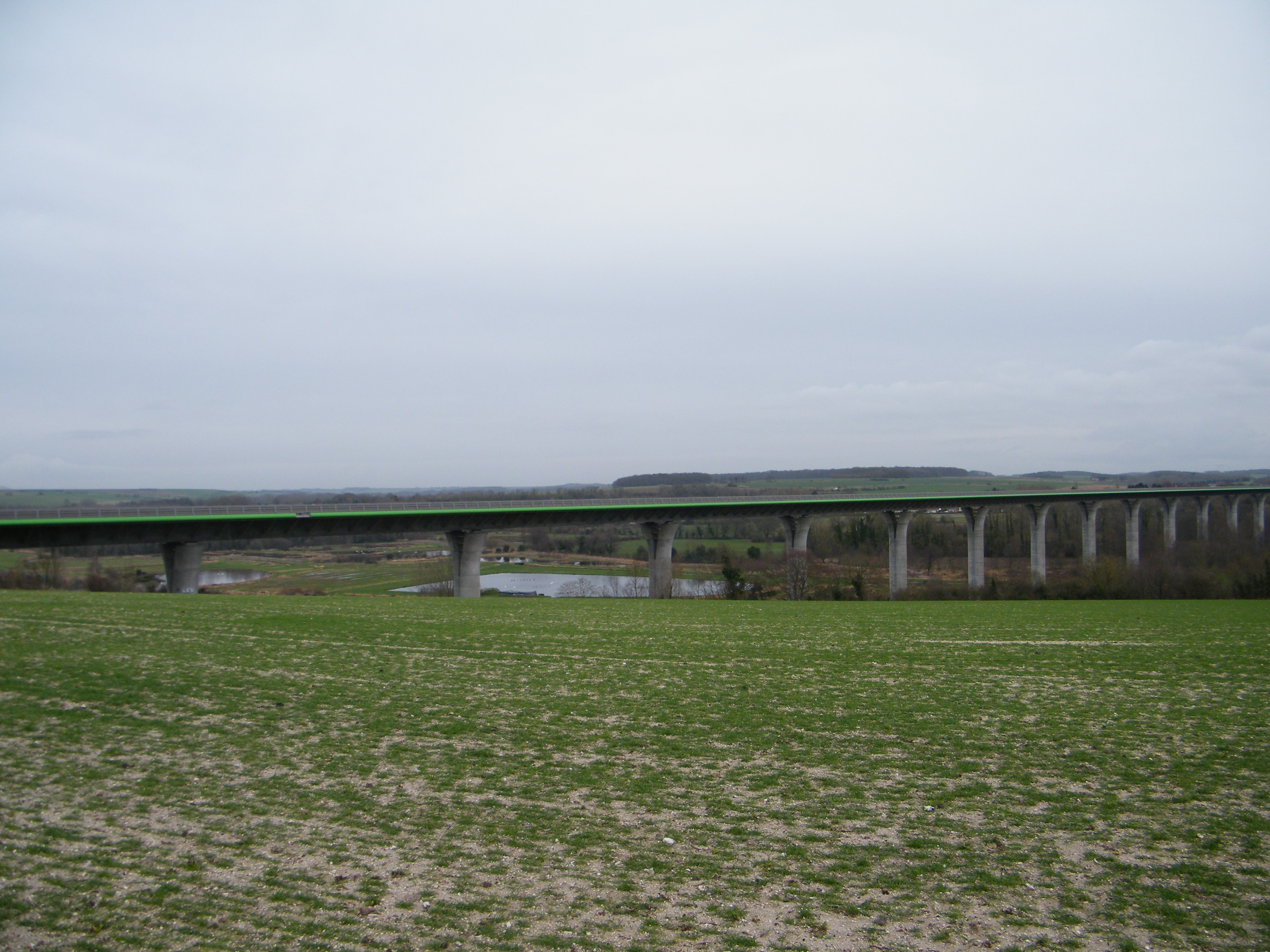
Vallée du Scardon sous l'A16.